# Amélie Plume
Amélie Plume (* 11. Dezember 1943 in La Chaux-de-Fonds) ist eine Schweizer Schriftstellerin.

## Leben
Amélie Plume lebte einige Jahre in New York City, reiste nach Afrika und Israel, bevor sie sich in Genf und in Südfrankreich niederliess. 1981 begann sie zu schreiben. In ihrer Kindheit sei Amélie Plume ein braves junges Mädchen auf der Suche nach Emanzipation gewesen. Sie lebte in einer Familie, in der der Vater wegen seiner Arbeit in der Deutschschweiz abwesend war. Also hörte sie ihrer Mutter zu, wollte jedoch nicht stören und flüchtete sich in Bücher. Sie hat viele autofiktionale Romane in clowneskem Stil veröffentlicht, der sie zu einer der wenigen zeitgenössischen burlesken Autorinnen gemacht hat. Ursprünglich studierte sie Ethnologie an der Universität Neuenburg.
Amélie Plumes Arbeit steht ganz im Zeichen von Komödie und Selbstironie. Anfangs ist das Schreiben für sie jedoch wie eine Art Rebellion. Ihr Schreibstil ist rasant, mit Tempo und ungewöhnlich. Sie erfindet eine Art Schreiben von Geschwindigkeit, anarchisch, transgenerisch, in dem sie Poesie und Prosa mischt: kurze Verse, abweichende Grossbuchstaben, launische Interpunktion, komische Schritte und Pausen, Reime, Assonanzen und Pseudo-Gedichte, die sich innerhalb der eigentlich erzählten Geschichte abheben und dem Ganzen einen provokanten Ton geben.

## Werke (Auswahl)
Romane, Erzählungen
- Aventures de plumette et de son premier amant: récit (Deutsch von Marcel Schwander: Plumettes Abenteuer), Vorwort von Catherine Safonoff, Editions Zoé, Genf 1981
- En bas, tout en bas dans la plaine, Editions Zoé, Genf 1986
- Marie-Mélina s'en va, Editions Zoé, Genf 1988
- La mort des forêts, ni plus ni moins, Editions Zoé, Genf 1989
- Promenade avec Emile L., Editions Zoé, Genf 1992
- Hélas nos chéris sont nos ennemis, Editions Zoé, Genf 1995
- Ô qu'il est beau le jet d'eau (Deutsch von Markus Hediger: O wie ideal, unser Wasserstrahl!), Nachwort von Doris Jakube, Editions Zoé, Genf 1995
- Oui Emile pour la vie (Deutsch von Marcel Schwander: Ja Emil ein Leben lang), Editions Zoé, Genf 1984 und 1997
- Ailleurs c'est mieux qu'ici, Editions Zoé, Genf 1998 und 2003
- Toute une vie pour se déniaiser, Editions Zoé, Genf 2003
- Chronique de la Côte des neiges, Editions Zoé, Genf 006
- Mademoiselle Petite au bord du Saint-Laurent, Editions Zoé, Genf 007
- Les fiancés du Glacier Express, Editions Zoé, Genf 2010
- Tu n'es plus dans le coup!, Editions Zoé, Genf 2014
- Un voile de coton, Editions Zoé, Genf 2018

Theaterstücke und Hörspiele
- Un mariage suisse (Eine Schweizer Hochzeit)
- Que souhaiter de plus? (Was will man mehr), Theaterstück in fünf Akten, Editions Trois P'tits Tours,  2000

## Auszeichnungen
- 1988 Schiller-Preis für ihr Gesamtwerk
- 1994 Prix Pittard de l'Andelyn[2]

- 1997 Amélie Plume und Charles Lombard: Un mariage suisse/Eine Schweizer Hochzeit, Stiftung Radio Basel